# 大岩雄典
大岩 雄典（おおいわ ゆうすけ、1993年 - ）は、日本の現代アーティスト、文筆家。

## 概要
1993年、埼玉県生まれ。
2017年、東京藝術大学美術学部デザイン科学士（美術）2019年、東京藝術大学大学院美術研究科デザイン専攻修士（美術）。

## 個展
- 2015年 - 「Pleasure」トーキョーワンダーサイト渋谷
- 2019年 - 「スローアクター」駒込倉庫
- 2020年 - 「別れ話」北千住BUoY
- 2020年 - 「バカンス」トーキョーアーツアンドスペース本郷[2]
- 2021年 - 「大岩雄典「渦中のP」」space（十和田市現代美術館サテライト会場）[3]

## 受賞
- 第16回芸術評論募集 佳作入選（美術出版社、東京、2019）
- 第4回CAF賞 海外渡航費授与賞（現代芸術振興財団、東京、2017） [4]